# Violenstraße

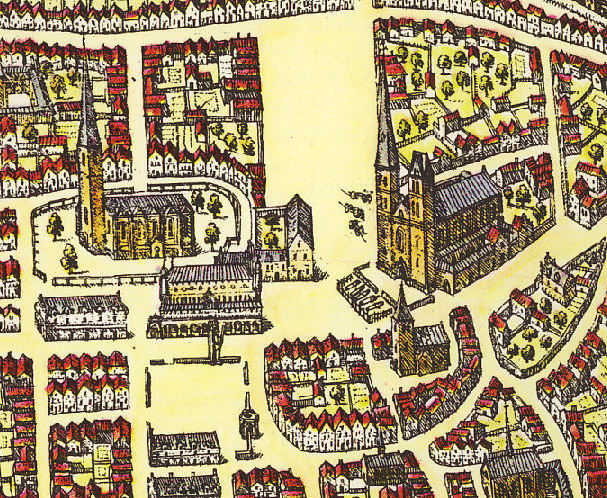
Bremen um 1600. Ausschnitt Liebfrauenkirche, Rathaus; hinter dem Dom die Sandstraße und oben die Violenstraße

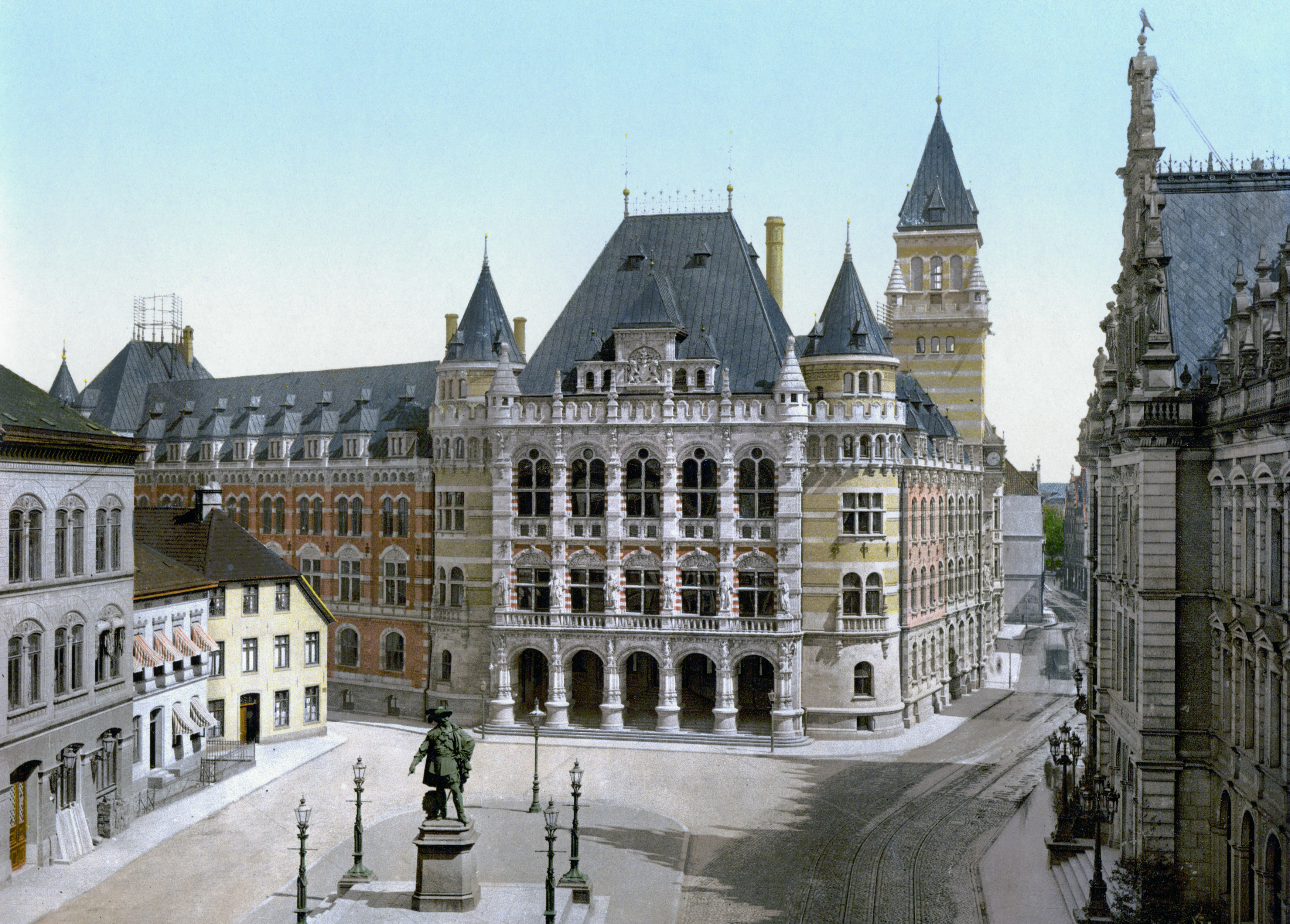
Gerichtshaus Bremen um 1900

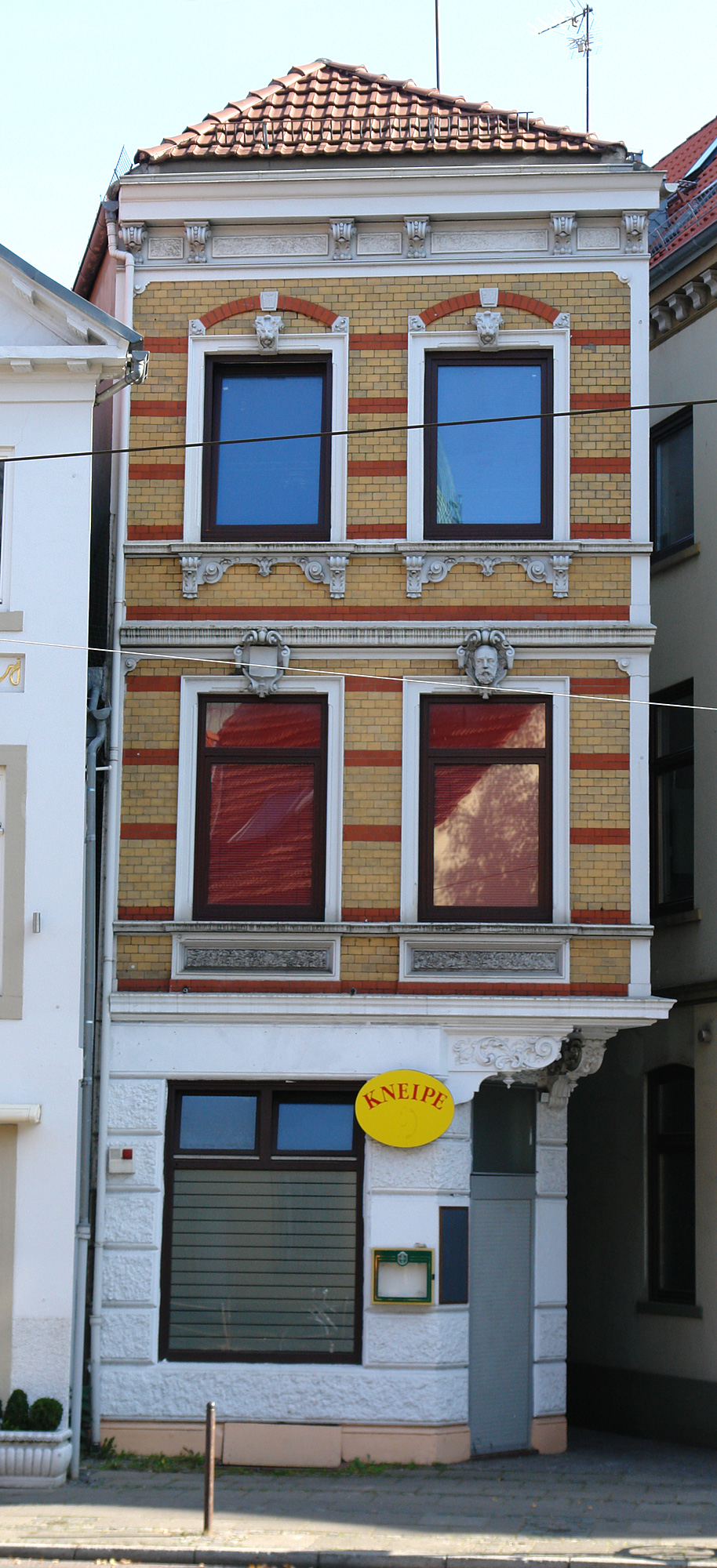
Violenstraße 9

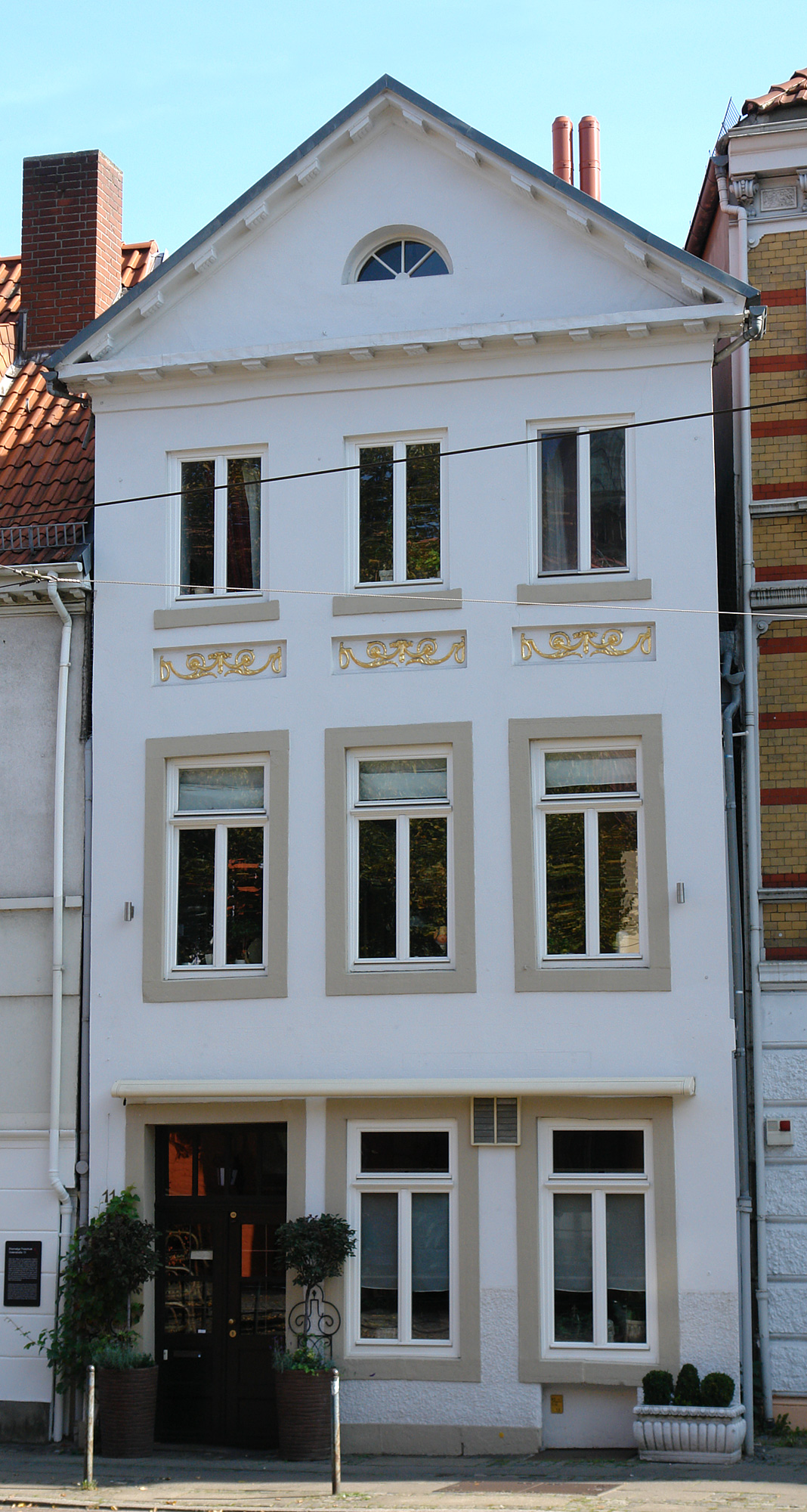
Violenstraße 11

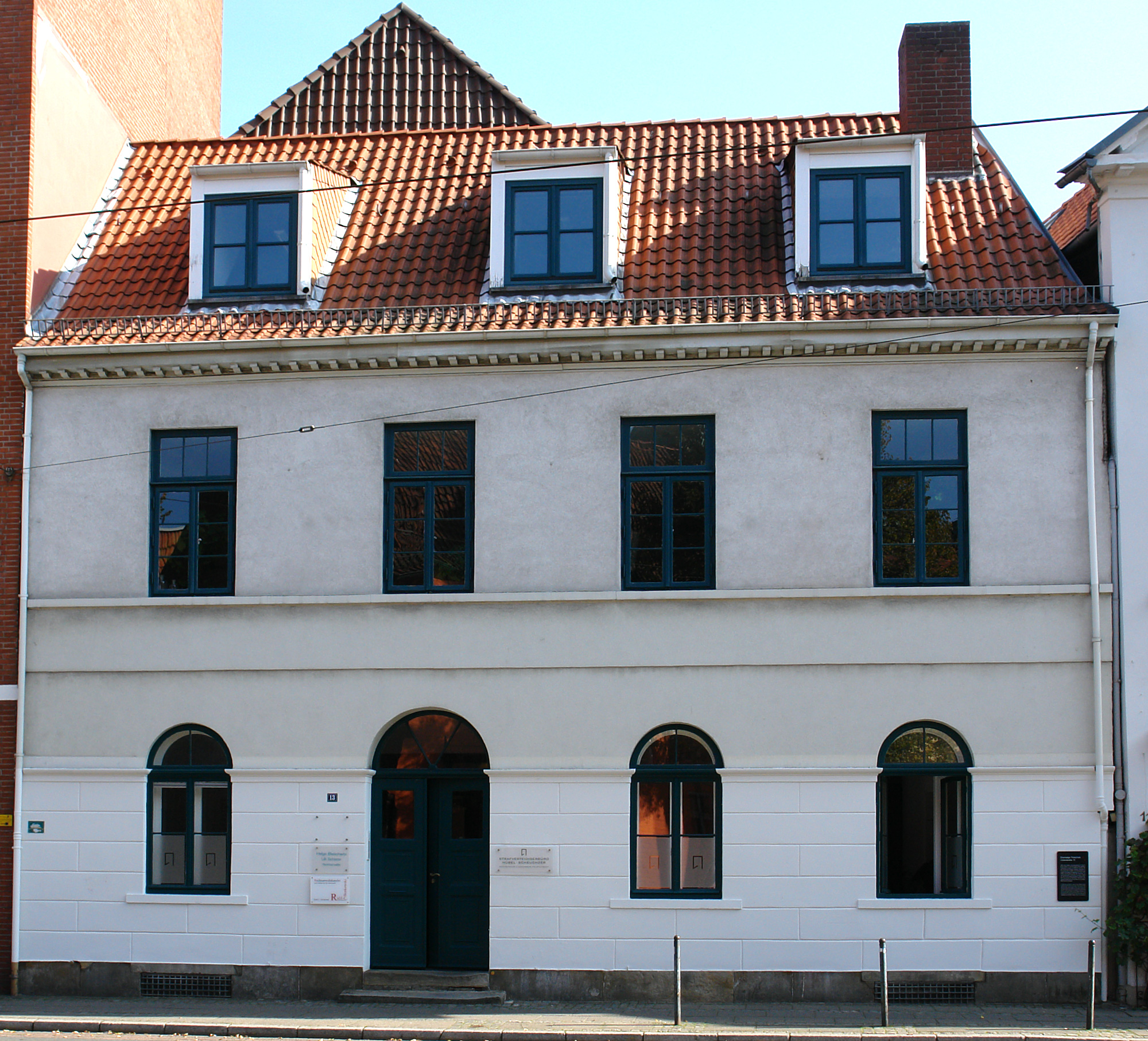
Violenstraße 13

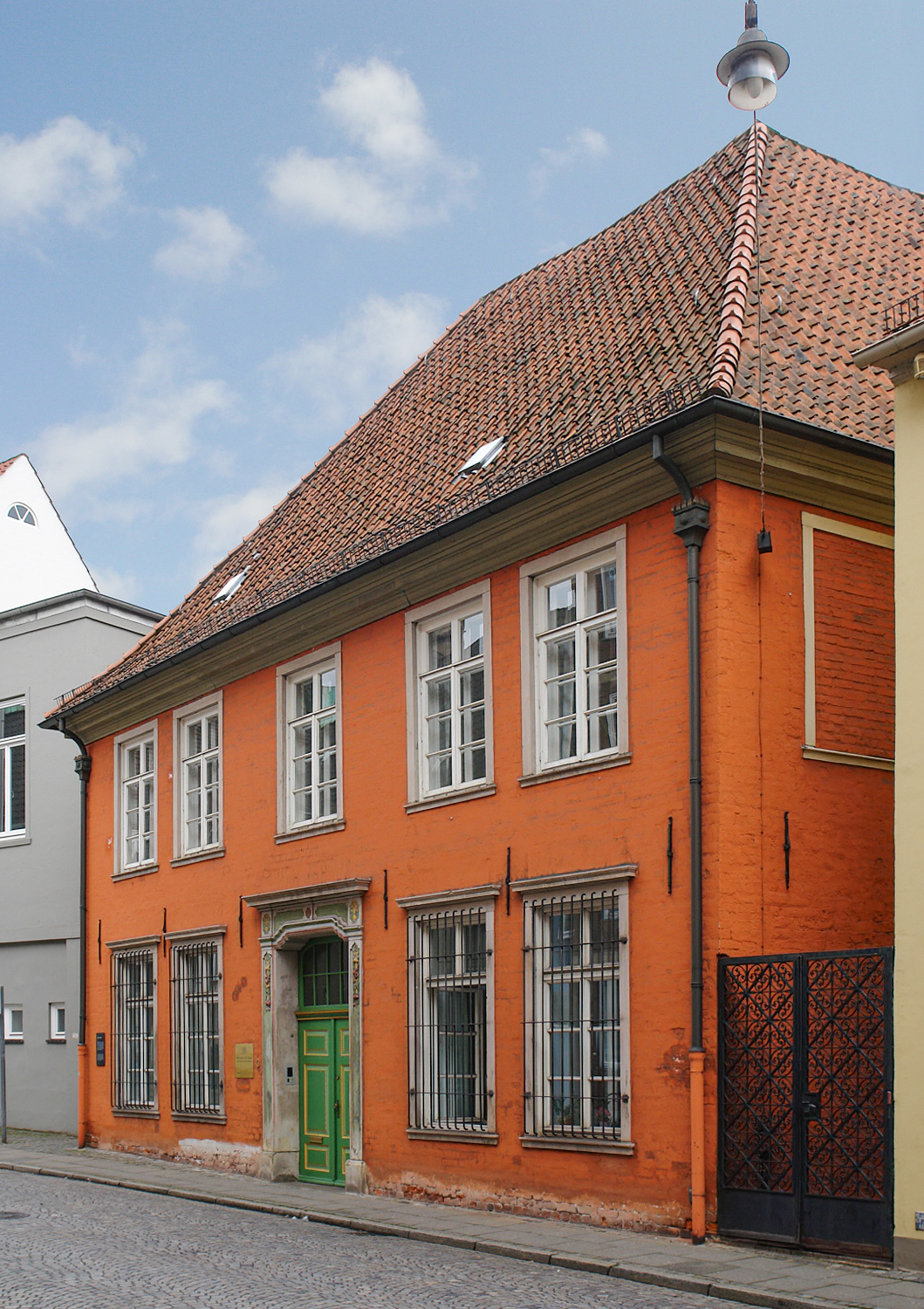
Haus Heineken, Sandstraße 3

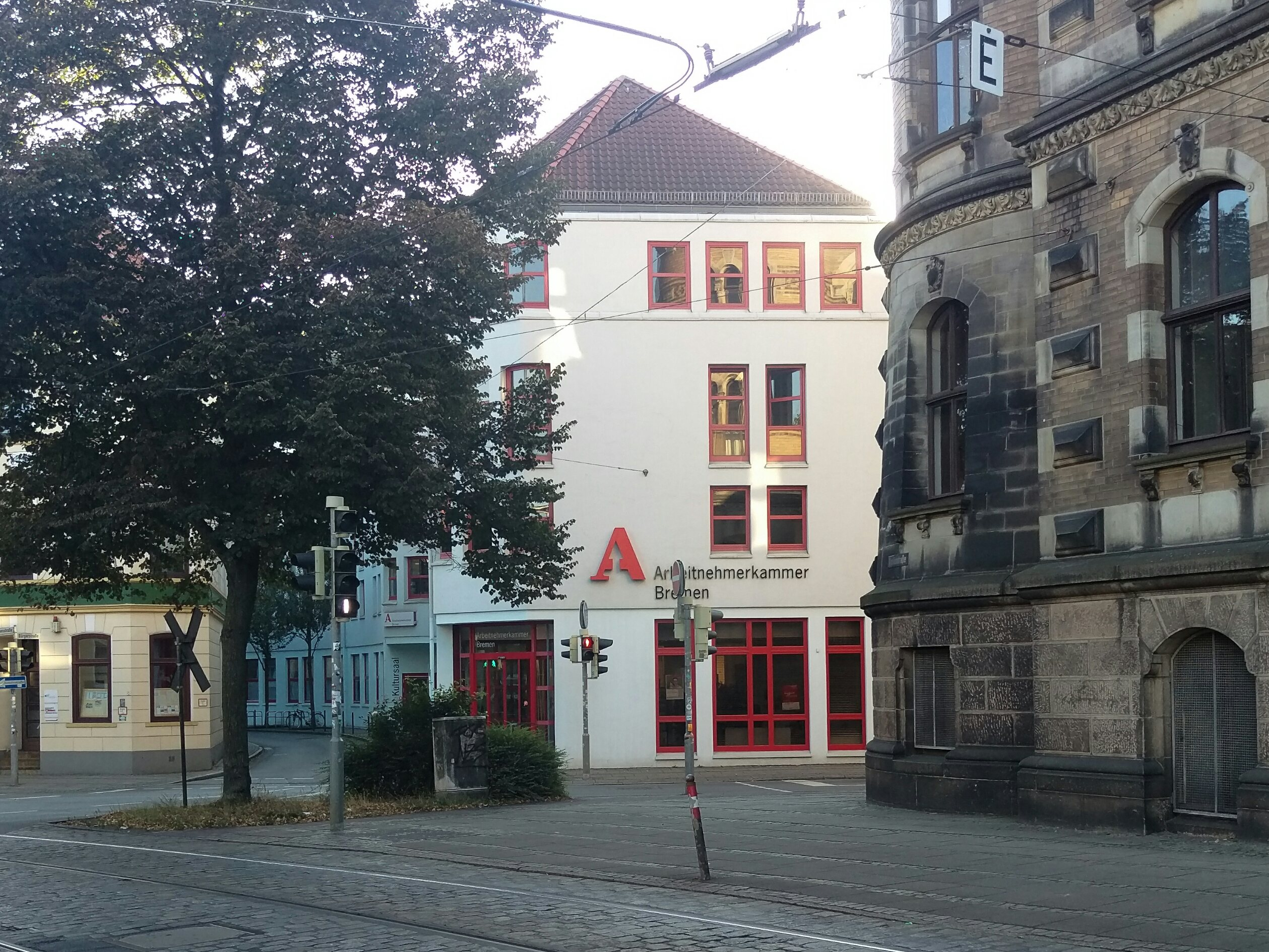
Arbeitnehmerkammer Bremen

Die Violenstraße ist eine historische Straße in Bremen Stadtteil Bremen-Mitte, Ortsteil Altstadt. Sie führt in Nord-Süd-Richtung vom Domshof / Schüsselkorb zur Domsheide.
Die Querstraßen wurden benannt als Bischofsnadel, die zu dem 1274 erwähnten, 1826 abgerissenen, kleinen Bischofstor (acus episcopi, Tor = Natel bzw. Nadel) in der Bremer Stadtmauer führte, Wilhadistraße nach dem ersten Bremer Bischof Willehad (um 740–789) (Vilhaed), Glockengang nach dem Standort der früheren Glockenlehen (kleine Häuser für Leute, die früher die Glocken läuteten), Sandstraße nach dem Dünensand auf der Bremer Düne (Domdüne), Bürgerstraße bis 1806 Kageltimpengang und nach einer Verbreiterung kam in der Bremer Franzosenzeit der heutige Name, Buchtstraße nach der 1310 belegten Buckstrate (Familienname), die bis in das 19. Jh. so hieß und , Ostertorstraße, die zum Ostertor (Osttor, 1238–1802/04) führte; ansonsten siehe beim Link zu den Straßen.

## Geschichte

### Name
Die Straße erhielt den Namen nach den artenreichen Violen, also von den Veilchen.

### Entwicklung
Im Mittelalter führte die Straße von der Domsheide in Richtung zum ehemaligen Katharinenkloster. Die Straße sowie Domshof, Sandstraße und Domsheide waren die Grenze zu der Dominsel. Erst gemäß dem Reichsdeputationshauptschluss von 1803 kam dieses Gebiet vom Erzstift und Herzogtum Bremen zu der Freien Hansestadt Bremen. Die älteren Karten von Hogenberg von 1588/89 und Dilich von 1603 weisen zwischen den Toren Bischofsnadel und Ostertor kleinteilige Giebelhäuser zum Wohnen aus. Gleich hinter der östlichen Häuserreihe befand sich die Bremer Stadtmauer, die beim Ausbau des Befestigungssystems am Anfang des 16. Jahrhunderts vor der Mauer einen Erdwall erhielt. In diesem Bereich ergänzten drei Bastionen die Befestigungsanlage.

Im 19. Jahrhundert standen an der Violen- und der Buchtstraße auch einige Packhäuser des Kaufmanns Wilhelm August Korff.
Nach einem Plan von Baudirektor Gerd Offenberg von um 1936 sollte der Domshof größer und nicht mehr durch die Straßenbahn durchfahren werden. Die Violenstraße sollte die Bahn aufnehmen. Im Zweiten Weltkrieg wurden hier viele Häuser zerstört.

Die von Offenberg vorgesehene Verlegung der Straßenbahn vom Domshof in die Violenstraße wurde schon 1949 stadtplanerischer Bestandteil im Generalverkehrsplan von 1949.

1955 beschloss dann der Senat einen Bebauungsplan, der die östliche Umgehung des Marktplatzes ermöglichte und die Straßenbahn von der Domsheide über die verbreiterte Violenstraße und dem Schüsselkorb führen sollte. In den 1980er Jahren wurde der Plan realisiert. Ein Gebäude der Dominsel neben dem ehemaligen Pfarrhaus der Domgemeinde musste deshalb weichen. Heute (Stand 2018) durchfahren die Linien 4, 6 und 8 die Straße.

### Verkehr
Die Straßenbahn Bremen durchfährt die Straße mit den Linien 4 (Lilienthal – Hauptbahnhof – Domsheide – Arsten) , 6 (Universität - Hauptbahnhof – Domsheide – Flughafen) und 8 (Huchting – Domsheide – Hauptbahnhof – Kulenkampffallee).
Im Nahverkehr in Bremen fahren hier die Buslinien 24 (Rablinghausen – Neue Vahr), 25 (Weidedamm – Osterholz).

## Gebäude und Anlagen
An der Straße befinden sich überwiegend viergeschossige sowie einige drei-, fünf- und sechsgeschossige Gebäude. Bis auf die denkmalgeschützten Häuser wurden alle um und nach 1970 gebaut.
Bremer Baudenkmale
- Ecke Violenstraße / Ostertorstraße 16 / Buchtstraße:  Gerichtshaus von 1895 bzw. 1906 im Stil der Neorenaissance nach Plänen von Ludwig Klingenberg und Hugo Weber (Oldenburg) mit dem Landgericht Bremen[1]
- Nr. 9: dreigeschossiges Wohnhaus Violenstraße 9 von  1894[2]
- Nr. 11: dreigeschossiges Haus Wichelhausen von 1805[3]
- Nr. 13: 2-gesch. Schul-, Wohn- und dann Geschäftshaus Violenstraße 13, 1823 im Stil des Klassizismus als staatliche Freischule für Jungen und Mädchen gebaut. Das Gebäude stand ursprünglich einseitig frei. Es wurde durch den 1978 errichteten Neubau Violenstraße Nr. 15–17 in seiner Gesamtwirkung beeinträchtigt. Heute (2018) befindet sich in dem Haus das Bremer Wirtschaftskontor sowie Rechtsanwaltspraxen.[4]
- Violenstraße Ecke Sandstraße Nr. 3: zweigesch. Haus Heineken von 1579/1744. Seit 1974 Sitz des Landesamtes für Denkmalpflege Bremen (LfD Bremen)[5]

Erwähnenswerte Gebäude
- Bürgerstraße 1 Ecke Violenstraße: 4-gesch. Bürohaus der Arbeitnehmerkammer Bremen
- Nr. 10 und 12: 4-gesch. Wohn- und Geschäftshäuser als Mantelbauten vor einer Hochgarage, das Breparkhaus am Dom mit 404 Stellplätzen, dass die Architekten Harm Haslob und Peter Hartlich entworfen haben.
- Nr. 25–31: 4-gesch. Geschäfts-, Büro- und Wohnhaus und  mit u. a. dem Verein Vorwärts von 1846
- Nr. 43: 4-gesch. modernes Geschäftshaus
- Nr. 49 Ecke Bischoffsnadel: 6-gesch. Geschäfts-, Büro- und Wohnhaus mit Restaurant; Sitz des Fischeramtes Bremen
- Domshof 14–16 Ecke Violenstraße: 6-gesch. Geschäfts- und Bürohaus von 1971 nach Plänen von Hans Budde; früher die Ibero-Amerika Bank.

### Kunstobjekte, Gedenktafeln
- Stolpersteine für die Opfer des Nationalsozialismus gemäß der Liste der Stolpersteine in Bremen:
  - Nr. 27: für Lilly Karmann  (1898–1944 in Plötzensee).